# الألعاب البارالمبية الصيفية 1968
الألعاب البارالمبية الصيفية 1968 هي النسخة الثالثة من الألعاب البارالمبية بدأت في 4 نوفمبر و انتهت في 13 نوفمبر 1960 في تل أبيب، إسرائيل بعد نجاح عرض المدينة في الحصول على شرف استضافة ألعاب البارلمبية، شارك 750 رياضي في منافسات هذه النسخة ومن 28 دولة.